# Mads Østergaard
Mads Østergaard Kristensen, né le 26 janvier 1998 à Varde, est un coureur cycliste danois.

## Biographie
Mads Østergaard commence le cyclisme au Varde Cykelklub. En catégorie junior (moins de 19 ans), il rejoint le Herning Cykle Klub. Il évolue également sous les couleurs de ce club lors de ses premières années espoirs (moins de 23 ans). En 2019, il remporte trois courses nationales et termine cinquième du prologue du Tour de la Vallée d'Aoste, ou encore sixième du Fyen Rundt. 
En 2020, il passe dans l'équipe continentale danoise ColoQuick. Dans une saison perturbée par la pandémie de Covid-19, il se classe troisième du championnat du Danemark du contre-la-montre espoirs. En mai 2021, il s'impose sur le Grand Prix Herning.

## Palmarès et résultats

### Palmarès par année
- 2019
  - 1re étape du Randers Bike Week
- 2020
  - 3e du championnat du Danemark du contre-la-montre espoirs
- 2021
  - Grand Prix Herning
  - 2e de Løbet Skive
  - 2e du championnat du Danemark du contre-la-montre par équipes
- 2022
  -  Champion du Danemark du contre-la-montre par équipes[3]
  - 1re étape du Kreiz Breizh Elites (contre-la-montre par équipes)
- 2023
  - 3e étape du Tour de Bretagne[4]

### Classements mondiaux
| Année                                 | 2019  | 2020  | 2021 | 2022  | 2023  |
| ------------------------------------- | ----- | ----- | ---- | ----- | ----- |
| Classement mondial                    | 2101e | 1376e | 630e | 1731e | 2365e |
| UCI Europe Tour                       | 1374e | 1041e | 505e | 1132e | nc    |
|                                       |       |       |      |       |       |
| Légende : nc = non classéSource : UCI |       |       |      |       |       |